# Plantering

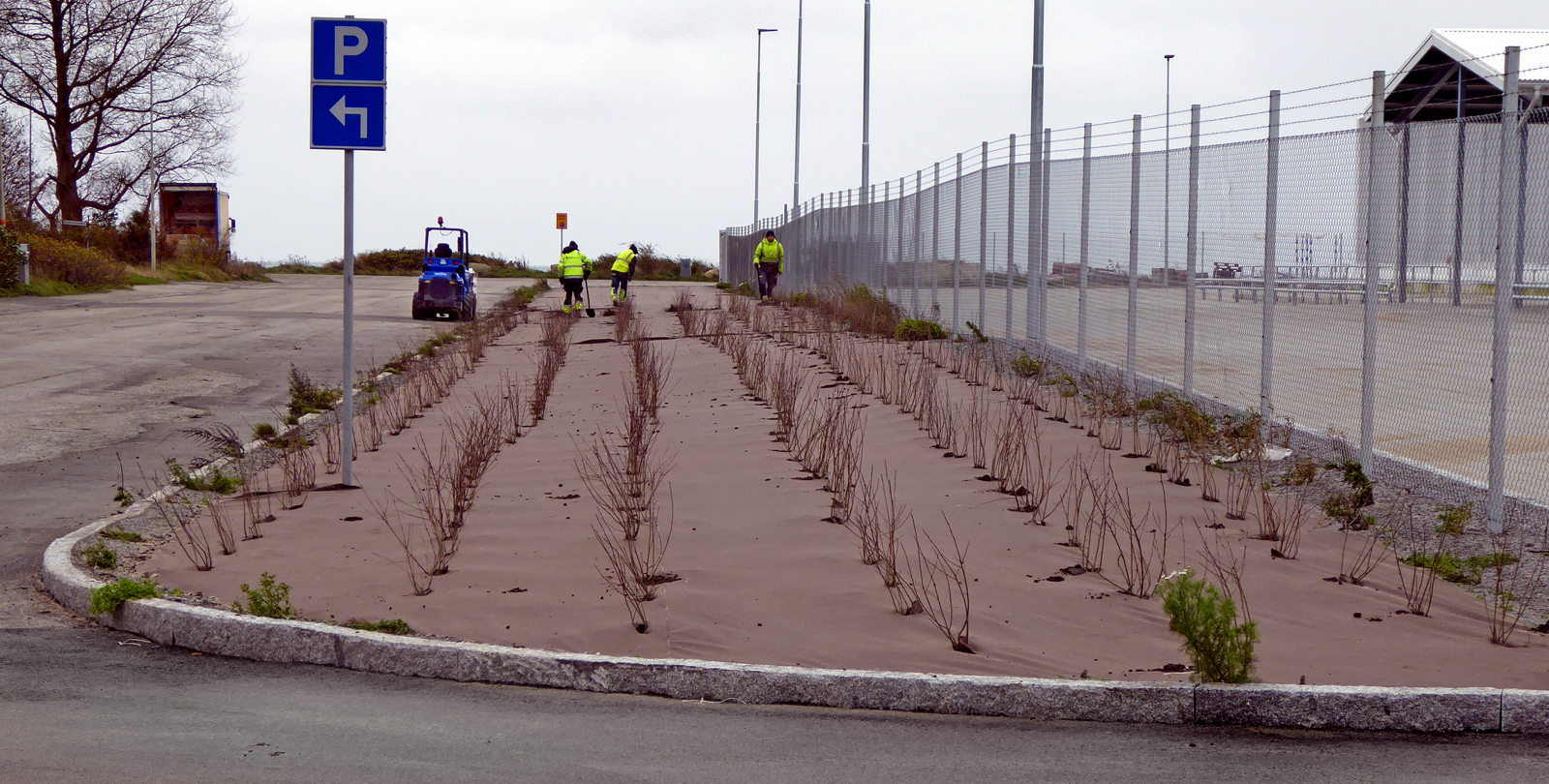
Plantering av Aroniabuskar längs Dragongatan i Ystad.

Plantering är dels handlingen att sätta en planta, lök eller stickling i jord, dels ett jordområde med planterade växter.

## Galleri

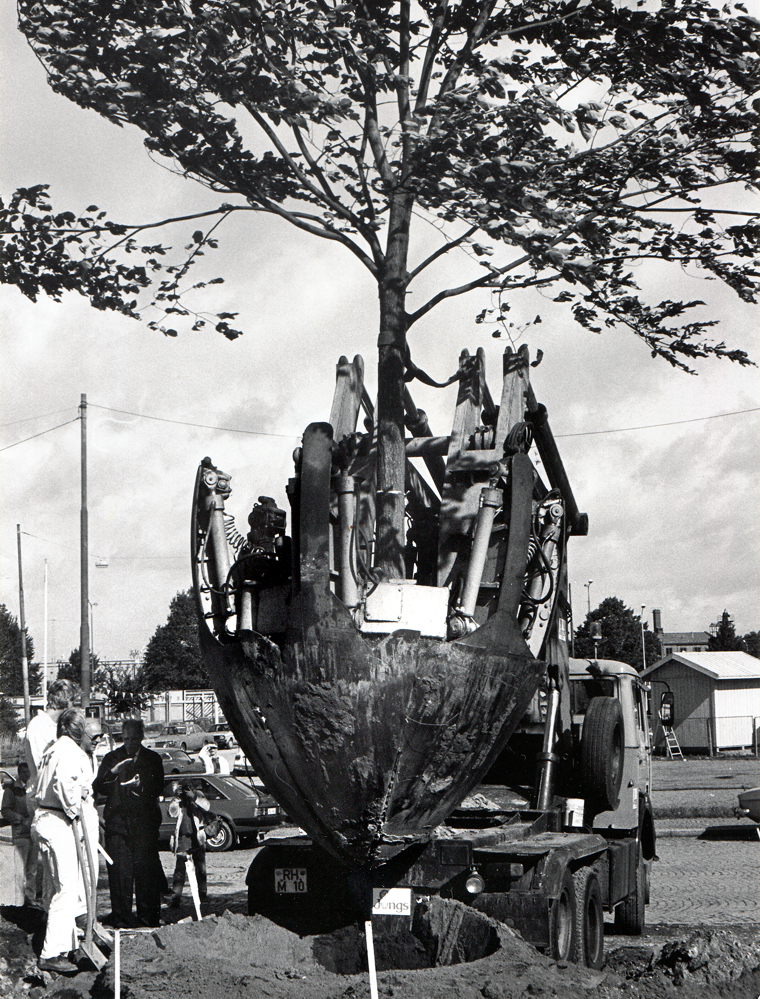
Demonstration av trädplantering på Bo86, Bomässan 1986 i Malmö.
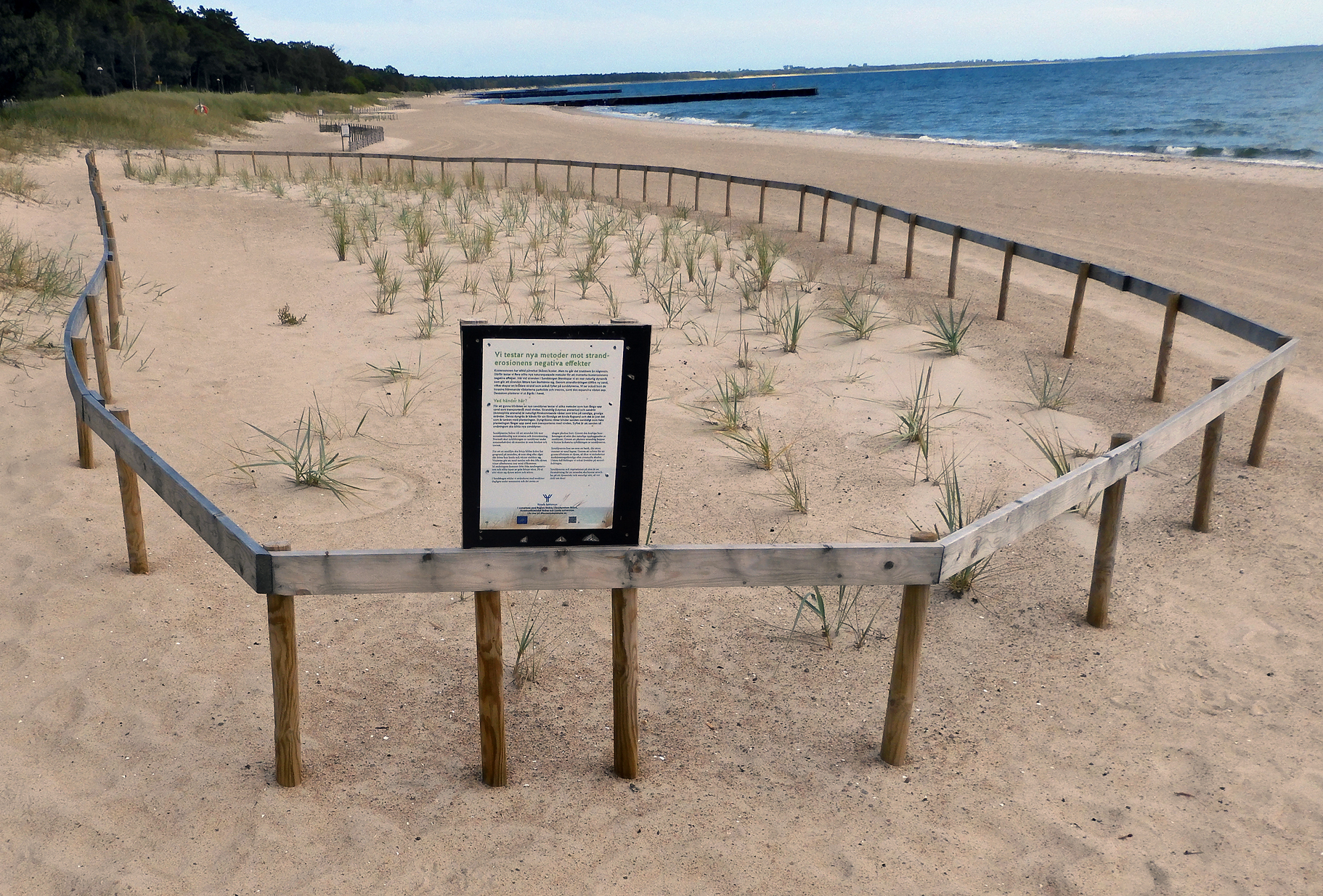
Plantering av Strandråg vid Ystad Saltsjöbad till skydd mot erosion.